# Позиции игроков в американском футболе
По правилам американского футбола в каждый момент матча на поле должно находиться по одиннадцать игроков от каждой команды. Роли, которые выполняют на поле игроки, называются позициями (в зависимости от роли игрок занимает то или иное место на поле как во время розыгрыша, так и после него). Командам разрешается неограниченное число замен после каждого розыгрыша, поэтому внутри каждой команды обычно можно выделить три группы игроков: нападение (команда, владеющая мячом и пытающаяся набрать очки), защита (команда, пытающаяся не допустить набора очков соперником и перехватить мяч) и спецкоманды (выходящие на поле во время панта, кик-оффа и т. д.).

## Нападение
В американском футболе сторона нападения (англ. Оffense) — это команда, владеющая мячом. Задача стороны нападения — продвинуть мяч к зачетной зоне соперника и набрать очки. Одиннадцать игроков нападения делятся на две группы: пять лайнменов, блокирующих защитников соперника, и пять беков/принимающих, которые непосредственно продвигают мяч к зачетной зоне, используя пас или вынос. Беки и принимающие (ресиверы) — единственные игроки команды нападения, которые могут двигаться с мячом; лайнмены (за исключением центра) чаще всего не прикасаются к мячу во время розыгрышей.
Организация нападения строго регламентирована правилами: на линии схватки перед каждым розыгрышем должно быть не менее семи игроков; за линией розыгрыша, соответственно, могут стоять только четыре игрока. В обычной ситуации только игроки, стоящие за линией розыгрыша, а также двое игроков, стоящих по краям линии схватки, могут прикасаться к мячу. Остальные игроки нападения имеют право лишь блокировать игроков соперника. Учитывая эти требования, тренеры создают множество формаций нападения (расстановок игроков перед розыгрышем) для того, чтобы использовать сильные стороны своих футболистов и слабые стороны игроков команды-соперника.
Следующие позиции игроков нападения являются стандартными и встречаются в каждом матче — в зависимости от формации меняется лишь порядок расстановки игроков. Приведены также номера на футболках, рекомендованные для игроков того или иного амплуа в команде.

### Лайнмены нападения

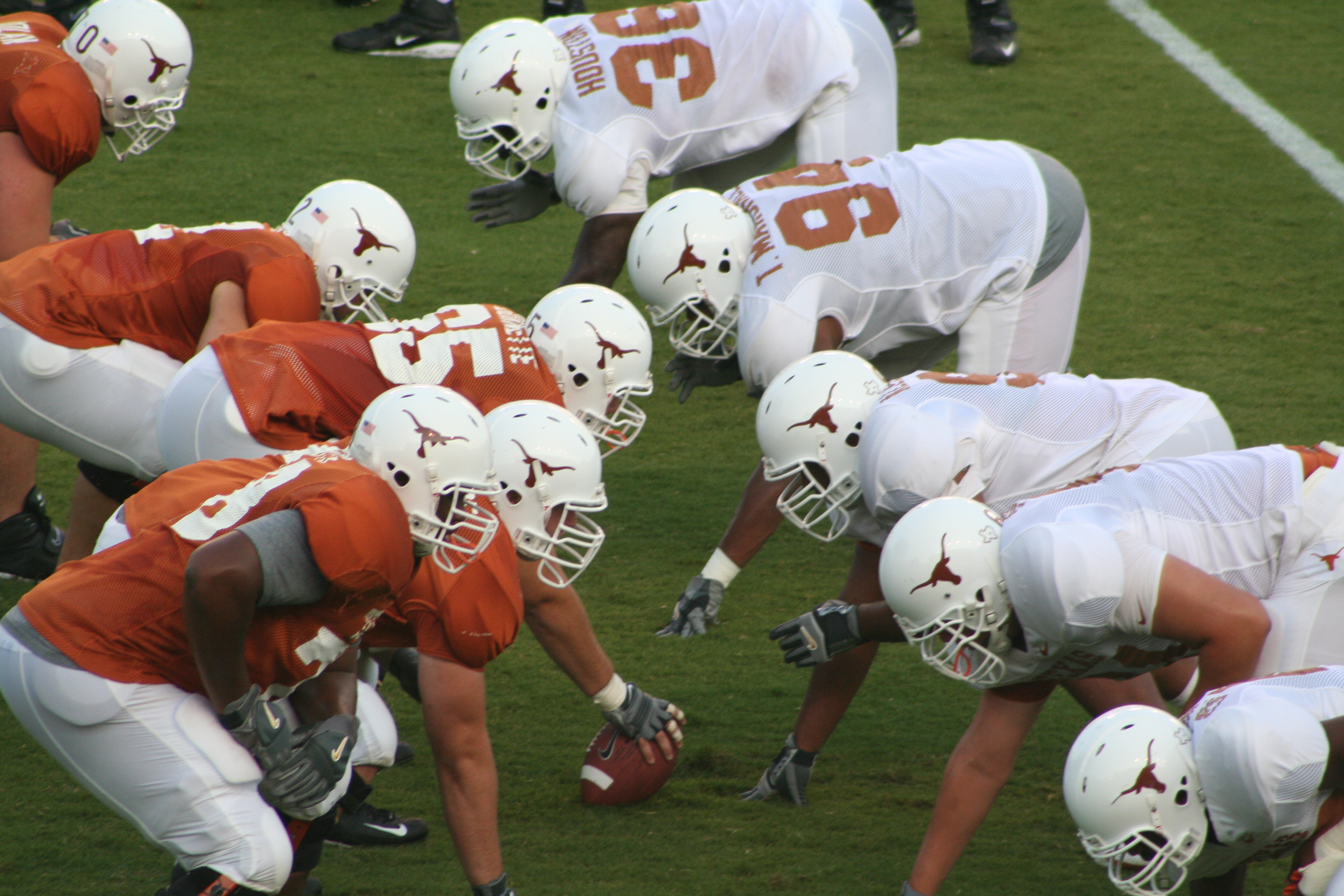
Лайнмены нападения (слева, в оранжевых футболках): центр (игрок, держащий руки на мяче) двое гардов по обе стороны от центра и два тэкла.

Центр (англ. Center) (C)
Центр — игрок, который начинает розыгрыш, вводя мяч в игру и передавая его назад, за линию схватки. Как следует из названия, центр обычно располагается в середине линии нападения, хотя некоторые команды используют смещенные линии, в которых центр сдвигается в одну или другую сторону. Как и любой другой лайнмен линии нападения, центр может блокировать игроков соперника. Кроме того, обычно именно центр определяет схему защиты команды во время розыгрыша и вносит в эту схему корректировки в зависимости от действий игроков защиты.
Оффенсив гард (англ. Offensive guard) (G)
По бокам от центра перед схваткой располагаются двое гардов. Их функция — как внутренних лайнменов — заключается в блокировании игроков соперника. Она не изменяется в зависимости от того, пасовую или выносную комбинацию разыгрывает их команда. Во время некоторых розыгрышей гард может оставлять свою позицию и отходить назад, за линию схватки, для того, чтобы помогать прокладывать путь игроку, несущему мяч.
Оффенсив тэкл (англ. Offensive tackle) (T)
Двое тэклов играют по бокам от гардов. Основной задачей тэклов — как и гардов — является блокирование игроков соперника как во время выносных, так и во время пасовых комбинаций. Линия от одного тэкла до другого — единственное место на всем поле, где разрешено блокировать игроков спереди. Главным помощников квотербека-правши является левый тэкл, который защищает его от нападения со спины (прикрывает «слепую зону»). Обычно именно левый тэкл — наиболее опытный игрок из всех лайнменов нападения. Во время выносных розыгрышей тэклы, как и гарды, могут уходить назад, помогая игрокам, несущим мяч.
По правилам, в команде нападения должно быть не менее 5 игроков с номерами диапазона 60-69, 70-79, 50-59 и 90-99: при розыгрыше эти футболисты не имеют права нести, пасовать и принимать мяч. Если же игрок с таким номером выходит в роли играющего с мячом, это оговаривают заранее (объявляют его "легальным принимающим", при соблюдении условия 5 игроков не касающихся мяча)

### Беки и ресиверы

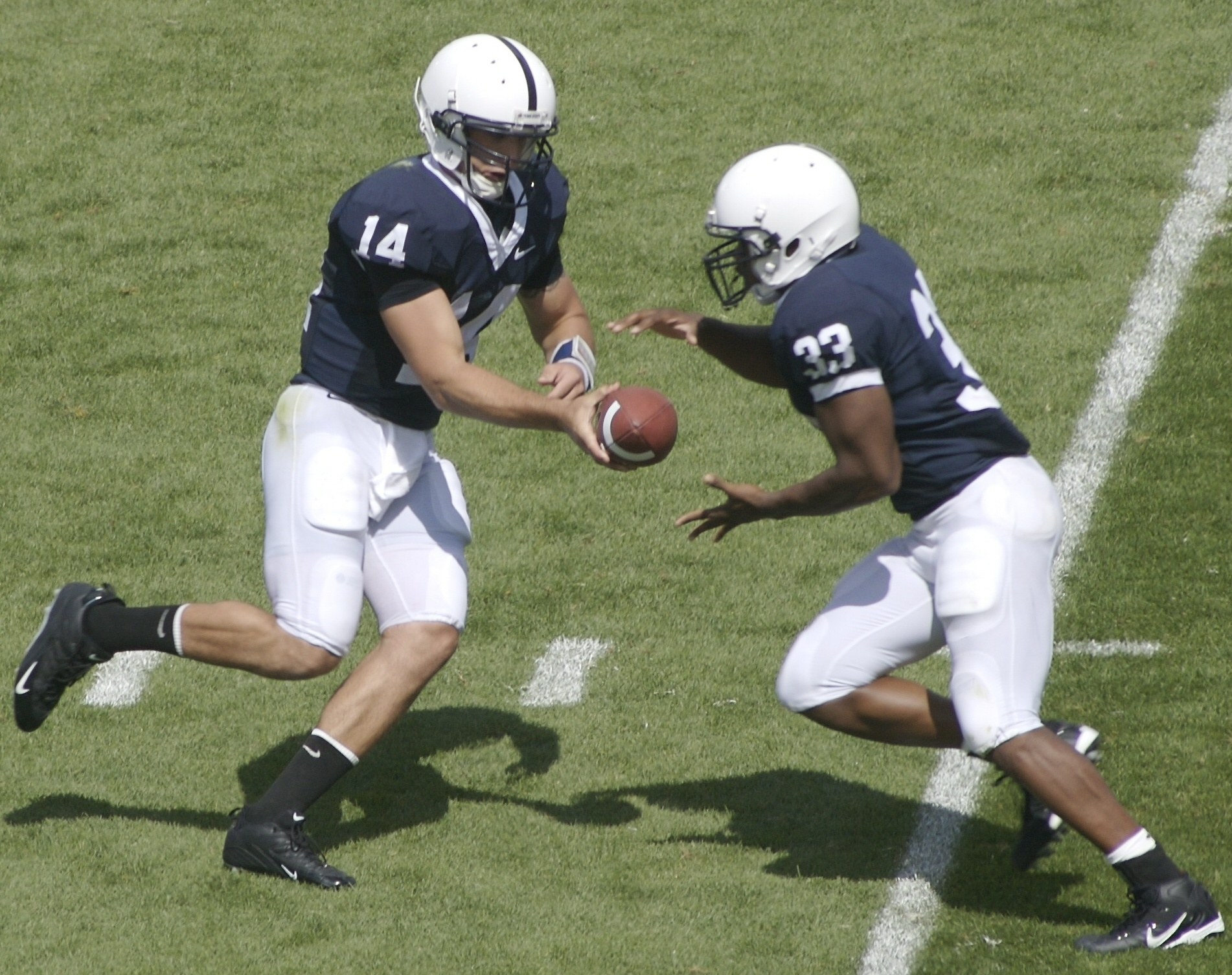
Квотербек Энтони Морелли (№ 14) передает мяч раннинбеку Остину Скотту (№ 33).

Беки и ресиверы — шестеро игроков, находящихся по краям или сзади линии нападения. В этой группе выделяют четыре основные позиции:
Квотербек (англ. Quarterback) (QB, номера 1-9, 10-19)
Квотербек — игрок, который получает мяч от центра и начинает розыгрыш. Квотербек — самый важный игрок команды нападения. Обычно именно он получает от тренера на бровке указания на порядок разыгрываемых комбинаций и передает их команде; иногда квотербек вносит изменения в выбранную комбинацию уже стоя на линии розыгрыша. Перед розыгрышем квотербек может находиться в одной из двух позиций: либо непосредственно за центром, либо на некотором отдалении от него; начало розыгрыша, при котором квотербек отходит от центра и принимает мяч, откидываемый центром назад, называется «шотган» (англ. Shotgun). После получения мяча, у квотербека есть три дальнейших варианта поведения: бежать с мячом вперед, передать мяч другому игроку из рук в руки или бросить ему пас. В качестве целей для передачи/паса могут быть использованы только беки и ресиверы.
Раннинбек (англ. Running back) (RB, номера 20-29, 30-39,40-49)
Игроки, находящиеся перед розыгрышем за линией схватки — их задачей, чаще всего, является получение мяча из рук квотербека и «вынос» — проход с мячом как можно большего количества ярдов по направлению к зачетной зоне соперника. Во время розыгрыша в команде может быть от одного до трех раннинбеков (при этом есть варианты розыгрышей, в которых раннинбеки не участвуют). Существует несколько разновидностей раннинбеков — в зависимости от того, где именно они располагаются и какую функцию в конкретном розыгрыше выполняют. «Тэйлбек» (англ. Tailback ) — игрок, чья основная задача — бежать с мячом, набирая ярды. Он также может ловить пасы, играя роль запасного принимающего на случай, если все ресиверы будут закрыты игроками соперника.
«Фуллбек» (англ. Fullback) обычно выше и сильнее тэйлбека, в его функции входит блокирование защитников и освобождение пути раннинбеку. Именно поэтому фуллбек обычно стоит ближе раннинбека к линии розыгрыша. Впрочем, фуллбек, как и тэйлбек, может бежать с мячом или ловить пас квотербека. В современном футболе амплуа узкоспециализированного фуллбека мало востребовано, и во многих командах эту функцию при необходимости исполняют игроки других позиций.
«Вингбеком» (англ. Wingback) или «слотбеком» (англ. Slotback) называют игрока, который стоит за линией розыгрыша в стороне от тэкла или тайт-энда. Позиция слотбека похожа на позицию эйч-бека (англ. H-back), которая является вариантом игры тайт-энда.
Ресивер (англ. Wide receiver) (WR, номера 10-19, 80-89)
Ресивер — игрок, специализирующийся на приеме пасов. Его главная задача — пробежать по заранее запланированному маршруту и оказаться без опеки во время ловли мяча, но иногда ресиверов используют для блокирования игроков соперника во время выносных комбинаций. Как правило, перед розыгрышем ресиверы располагаются рядом с боковой линией поля, однако у них, как и у тайт-эндов и раннинбеков, существуют дополнительные позиции, используемые в различных комбинациях. Так, ресивер, располагающийся у края поля но на линии схватки называется «сплит-энд» — он учитывается в числе обязательных семерых игроков на линии. Ресивер, стоящий за линией схватки (и учитывающийся, соответственно, в числе четверки за линией) называется «фланкер» (англ. Flanker). Фланкер, который расположен в глубине поля посередине между лайнменами и сплит-эндом («в слоте») называется «слот ресивер» (англ. Slot receiver).
Тайт-энд (англ. Tight end) (TE, номера 10-19, 80-89)
Игрок, занимающий позицию сбоку от тэклов — справа от правого тэкла или слева от левого тэкла, соответственно. Тайт-энды — игроки, способные выполнить роль как уайд ресивера (принять пас), так и лайнмена (поставить блок игроку соперника). При выносных комбинациях тайт-энды чаще всего блокируют защитников, в пасовых же розыгрышах они могут как охранять квотербека, так и ловить мяч. «Эйч-бек» — тайт-энд, стоящий за линией розыгрыша (он входит в число четверки беков). Его функции такие же, как и у других тайт-эндов.

## Защита
Защищающаяся команда (англ. Defense) — команда, которая перед началом розыгрыша не владеет мячом. Задача защиты — не дать игрокам команды нападения набрать очки. Игроки защищающейся команды могут добиться этой цели либо не позволив нападению получить первый даун, либо заставить игроков нападения ошибиться: совершить фамбл (англ. Fumble) — то есть выронить мяч после его приема, либо бросить неточный пас, который защита сможет перехватить.
Правила не так строго регламентируют положение игроков защиты на поле. За линией схватки на своей половине поля игроки команды защиты могут выстраиваться в любом порядке и выполнять любые, не запрещенные правилами, действия. Тем не менее, обычно выделяют три группы игроков команды защиты и несколько отдельных позиций.

### Линия защиты (номера 50-59, 90-99, реже 60-69, 70-79)

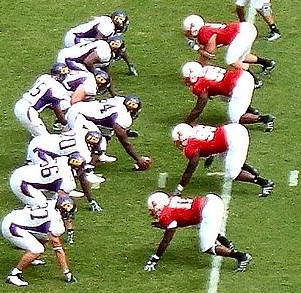
Четверо лайнменов защиты (в красных футболках): два дефенсив тэкла (в центре) и два дефенсив энда.

Как и лайнмены нападения, лайнмены защиты обычно располагаются на линии схватки, перед мячом.
Дефенсив тэкл (англ. Defensive tackle) (DT)
Дефенсив тэклы — игроки, стоящие в центре линии защиты. Их задачей является либо атака квотербека (для этого им придется прокладывать себе дорогу через построения лайнменов нападения), либо остановка игрока, бегущего с мячом через середину линии схватки. Дефенсив тэкл, располагающийся прямо напротив мяча называется ноуз тэклом (англ. nose tackle) или ноуз гардом (англ. nose guard). Чаще всего ноуз тэклы встречаются в формации защиты «3-4»; большинство защитных построений включают в себя как минимум одного дефенсив тэкла.
Дефенсив энд (англ. Defensive end) (DE)
Пара дефенсив эндов играет по бокам от дефенсив тэкла (или дефенсив тэклов), с краю линии защиты. К их задачам также относится атака пасующего квотербека и остановка игрока нападения, бегущего с мячом. Самый быстрый из двух дефенсив эндов обычно становится на правую сторону линии защиты (соответственно, по левую сторону линии нападения), так как именно левая сторона является слепой зоной у квотербека-правши.

### Лайнбекеры (номера 50-59, 90-99)

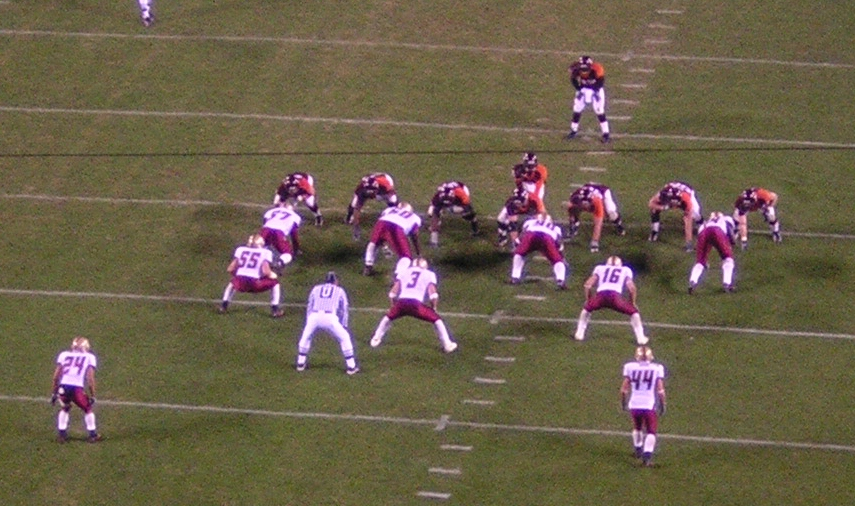
Защита (в белом) выстроена по схеме 4-3. За четырьмя лайнменами (первая линия защиты) расположены трое лайнбекеров (вторая линия защиты, номера — 55, 3 и 16). За спиной у лайнбекеров — пара сэйфти (номера — 24 и 44).

Лайнбекеры защиты занимают позицию в поле позади лайнменов и выполняют множество задач: от атаки квотербека до прикрытия ресиверов и остановки бегущих с мячом раннинбеков.
Миддл лайнбекер (англ. Middle linebacker) (MLB)
Иногда игроков этого амплуа называют «квотербеками защиты»: действительно, миддл лайнбекеры руководят защитой точно так же, как квотербеки руководят нападением. Именно MLB объясняет команде комбинацию для розыгрыша и именно он вносит изменения в эту комбинацию перед вводом мяча в игру, реагируя на изменения в построениях игроков нападения. Миддл лайнбекер останавливает бегущих с мячом игроков в том случае, если эти игроки смогли преодолеть первую линию защиты (дефенсив тэклов и дефенсив эндов), при пасовых комбинациях нападения он прикрывает принимающих в центре поля, а когда защита играет блиц, MLB атакует квотербека.
Аутсайд лайнбекер (англ. Outside linebacker) (OLB)
Аутсайд лайнбекеров называют по-разному, в зависимости от их места на поле и тех моделей защиты, которых придерживается их команда. В некоторых защитных схемах аутсайд лайнбекеры всегда располагаются слева и справа от инсайд лайнбекера — в таких случаях их называют, соответственно, левыми и правыми аутсайд лайнбекерами. Другие команды предпочитают выделять аутсайд лайнбекерам конкретные роли на поле: такие лайнбекеры называются «стронгсайд» (англ. strongside) и «уиксайд» (англ. weakside). Стронгсайд (ещё его называют «Сэм») находится с той стороны, где стоит тайт-энд команды нападения. Задача стронгсайда — прикрывать тайт-энда и останавливать раннинбека. Уиксайд (или «Уилл») стоит с той стороны, где тайт-энда нет; в его задачу входит атака на квотербека во время блица.

### Дефенсив беки (номера 20-29, 30-39, 40-49)

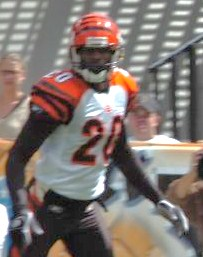
Корнербек Тори Джеймс перед вводом мяча в игру

Дефенсив беки перед вводом мяча в игру занимают позицию либо позади лайнбекеров, либо с краю, у боковых линий поля. Основная функция дефенсив беков — защита против пасовых комбинаций: дефенсив беки мешают ресиверам и тайт-эндам ловить мячи, а при случае стараются перехватить мяч, брошенный квотербеком. Дефенсив беки — последняя линия защиты на поле, поэтому они должны уметь останавливать игроков команды нападения, бегущих с мячом, особенно если эти игроки миновали лайнменов и лайнбекеров. Обычно в защитные построения входят четверо дефенсив беков — два корнербека и два сэйфти, хотя иногда к ним прибавляются никельбек и даймбек, которые выходят на поле вместо лайнменов или лайнбекеров в том случае, когда возникает необходимость прикрывать дополнительных ресиверов.
Корнербек (англ. Cornerback) (CB)
Обычно пара корнербеков прикрывает пару ресиверов. Корнербеки стараются не дать ресиверам поймать мяч, брошенный квотербеком: они либо сбивают мяч, находящийся в воздухе, либо ловят его самостоятельно. Во время выносных комбинаций корнербеки должны либо самостоятельно останавливать игрока с мячом, либо выталкивать его за пределы поля, либо помогать делать это другим защитникам.
Сэйфти (англ. Safety) (S)
Сэйфти — последняя линия защиты (обычно — самые быстрые игроки защищающейся команды). Их основная функция — помощь корнербекам и прикрытие ресиверов, бегущих к зачетной линии с целью поймать брошенный квотербеком мяч. «Стронг сэйфти» (англ. strong safety) (SS) самый сильный из пары сэйфти; он располагается ближе к линии схватки, обычно — со стороны тайт-энда, и активно участвует в остановке игроков во время выносных комбинаций. «Фри сэйфти» (англ. free safety) — самый маленький и самый быстрый; он играет ближе к своей зачетной зоне и занимается исключительно помощью корнербекам.
Никельбек (англ. Nickelback) и Даймбек (англ. Dimeback)
В некоторых защитных построениях один из лайнбекеров и/или лайнменов уступает место одному или двум дополнительным бекам. Чаще всего такие построения выбираются против игры нападения, использующего не двух, а трех или четырёх ресиверов. Защита с пятью дефенсив беками (обычно их четверо: два корнербека и два сэйфти) называется «никель» (англ. nickel) («никель» — сленговое название американской пятицентовой монеты), а дополнительный пятый игрок называется, соответствнно, никельбеком. Защита же с двумя дополнительными беками называется «дайм» (англ. dime) (десятицентовая монета; «два никеля — дайм»). Построения с семью и более беками используются крайне редко.
Построения защиты обычно называются по цифровому коду, обозначающему количество игроков в каждой группе позиций. Две наиболее распространенные формации — «защита 3-4» и «защита 4-3». Первая цифра обозначает количество лайнменов защиты (дефенсив тэклов и дефенсив эндов), а вторая — количество лайнбекеров. Количество беков можно вычислить самостоятельно, достаточно вычесть из одиннадцати (количество игроков команды на поле) сумму цифр, обозначающих количество лайнменов и лайнберкеров. Так, «защита 3-4» состоит из трех лайнменов (обычно — ноуз тэкл и два дефенсив энда), четырёх лайнбекеров и четырёх дефенсив беков (двух корнербеков, стронг сэйфти и фри сэйфти).

## Спецкоманды

Кикер Мэйсон Кросби (№ 2) готовится пробить по мячу, удерживаемому холдером Джоном Райаном (№ 9)

Игроки спецкоманд выходят на поле во время киков и пантов. Большинство игроков спецкоманд играют и в защитных/атакующих группах (в таком случае их роль не отличается от их обычной роли — они или блокируют игроков соперника или пытаются остановить игрока, бегущего с мячом), однако есть несколько игровых амплуа, относящихся только к спецкомандам.
Кикер (англ. Kicker) (K, номера 1-9)
Иногда его также называют «плэйскикером» (англ. placekicker); этот игрок выполняет кик-оффы, одноочковые реализации, и пробивает филд голы. Во всех трех случаях от кикера требуется ударить ногой по мячу, стоящему на земле — в зависимости от игрового элемента мяч удерживается либо специальной подставкой (во время кик-оффа), либо рукой холдера (одноочковая реализация и филд гол). Некоторые команды используют двух кикеров: одного для реализаций и филд голов, а второго — для кик-оффа и филд голов с дальних дистанций. Однако обычно в команде есть один кикер, который, иногда, исполняет и роль пантера.
Холдер (англ. Holder) (H, номера 1-9, 10-19)
Располагается в 7-8 ярдах от линии схватки. Его задачей является ловля мяча, отброшенного лонг снэппером, установка и удерживание мяча на земле для того, чтобы кикер мог пробить одноочковую реализацию или филд гол. Традиционно в качестве холдера на поле выходит запасной квотербек или пантер — игроки этих позиций хорошо чувствуют мяч и привыкли ловить его от снэппера.
Лонг снэппер (англ. Long snapper) (LS, номера 60-69, 70-79)
Игрок, выступающий в спецкоманде на позиции центра нападения. Его цель — точно отбросить мяч назад холдеру или пантеру. Обычно амплуа центра нападения и лонг снэппера не совмещаются одним игроком. Это связано с тем, что лонг снэп выполняется на бо́льшую по сравнению с обычным снэпом дистанцию.
Пантер (англ. Punter) (P, номера 1-9, 10-19)
Задача пантера — поймать мяч, брошенный лонг снэппером, и совершить пант (англ. Punt), то есть удар ногой по мячу, выпущенному из рук, в сторону зачетной зоны команды соперника. Обычно пант пробивается на четвёртом дауне; таким образом команда, которая может упустить владение мячом, передает владение не в месте розыгрыша, а в месте, максимально отдаленном от своей зачетной зоны.